# حمیرا آقبای
حمیرا آقبای ((به ترکی استانبولی: Hümeyra)؛ زادهٔ ۱۵ اکتبر ۱۹۴۷) هنرپیشه، خواننده، آهنگساز و ترانه سرای اهل کشور ترکیه است. وی از اوایل دهه هفتاد میلادی به عنوان یک خواننده و بازیگر مشهور بوده است. از فیلم‌هایی که وی در آن نقش داشته است می‌توان به پدرم و پسرم و امتحان اشاره کرد.